# Đường tỉnh 487
Tỉnh lộ 487 (Đường Đen) là trục đường tỉnh liên huyện nối Quốc lộ 21 với tỉnh lộ 490 (Đường 55 cũ) thuộc tỉnh Nam Định, Việt Nam.
Tỉnh lộ 487 có điểm đầu là xã Trực Chính, huyện Trực Ninh và điểm cuối giao tỉnh lộ 490 tại xã Đồng Sơn, huyện Nam Trực. Tổng chiều dài tuyến đường khoảng 28,3 km, đi qua địa bàn 11 xã, thị trấn thuộc các huyện Trực Ninh, Nam Trực, Nghĩa Hưng, kết nối với Quốc lộ 21, Quốc lộ 37B và các tỉnh lộ 488, 490C. Tuyến chính dài 21,27 km, có điểm đầu là Km00+00 giao với đê hữu sông Ninh Cơ; điểm cuối là Km22+306,61 giao với Quốc lộ 37B tại Km85+582,5.